# Bulbophyllum calyptratum
Bulbophyllum calyptratum är en orkidéart som beskrevs av Friedrich Fritz Wilhelm Ludwig Kraenzlin. Bulbophyllum calyptratum ingår i släktet Bulbophyllum och familjen orkidéer.

## Underarter
Arten delas in i följande underarter:
- B. c. calyptratum
- B. c. graminifolium
- B. c. lucifugum